# Roberttown
Roberttown – wieś w Anglii, w hrabstwie ceremonialnym West Yorkshire, w dystrykcie metropolitalnym Kirklees. Leży 16 km na południowy zachód od miasta Leeds i 266 km na północny zachód od Londynu.